# Trois motets, op. 16 de Chausson
Pour les articles homonymes, voir Trois motets (homonymie).
Les Trois motets, opus 16, sont une œuvre de musique religieuse d'Ernest Chausson composée en 1888, 1890 et 1891.

## Présentation
Les Trois motets, op. 16, consistent en trois motets respectivement composés en 1888, 1890 et 1891, :
1. Lauda Sion, pour soprano ou ténor, violon et piano (ou orgue et harpe), daté Crémault, 31 mai 1888[3] ;
2. Benedictus, pour deux sopranos et orgue, daté Cuincy, 1er juin 1890[4] ;
3. Pater Noster, pour soprano et piano (ou orgue ou harmonium), daté Civray, 25 juillet 1891[4].

Aucun des trois motets n'est publié du vivant du compositeur mais le Pater Noster est édité en 1922 chez Rouart-Lerolle, vraisemblablement sous l'impulsion de la veuve de Chausson, Jeanne Escudier-Chausson. Les deux autres motets sont restés inédits jusqu'en 2021. Le manuscrit autographe du Benedictus est dans une collection particulière mais deux manuscrits autographes de la partition de Lauda Sion sont conservés à la Bibliothèque nationale de France (Ms 8834 et Ms 8734).
La musicologue Isabelle Bretaudeau, responsable d'une édition critique du corpus intégral des motets de Chausson en 2021, ajoute comme quatrième pièce à cet opus le Tantum ergo (1891), classé de façon indépendante (sans numéro d'opus) par Jean Gallois, auteur d'un catalogue des œuvres du compositeur.

## Analyse

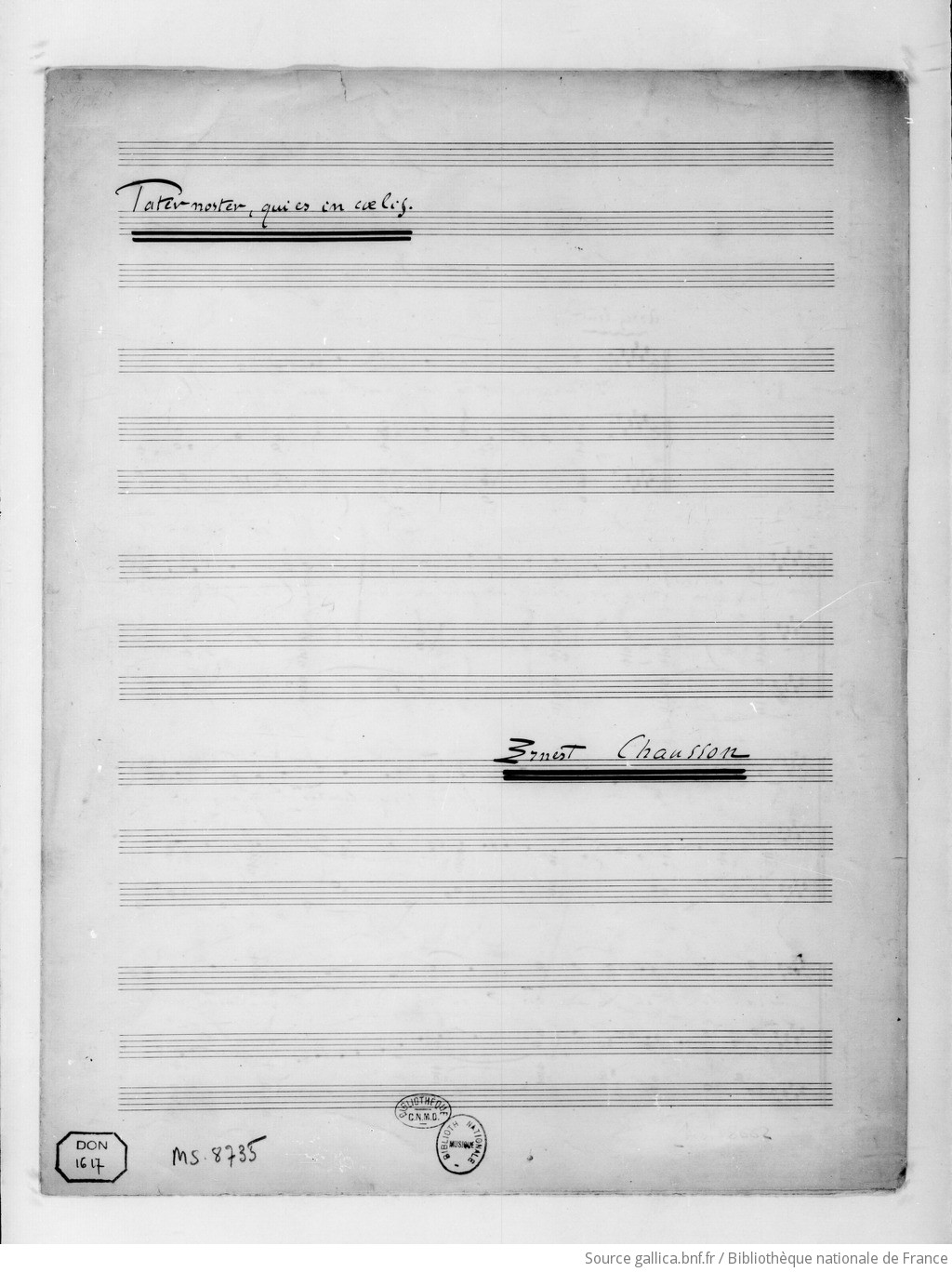
Pater noster (no 3), page de titre du manuscrit autographe.

### Lauda Sion
L'œuvre est en sol majeur, à 
.
Jean Gallois relève dans la partition « une déclamation très étudiée et proche de la métrique latine, peu de variations harmoniques, le seul piment étant dû au jeu contrasté du violon et de la voix ».

### Benedictus
Le motet est en la majeur, écrit pour « deux voix se suivant presque toujours note contre note en de faciles intervalles de tierces ou sixtes ».  

### Pater Noster
La partition est en fa dièse majeur.
Pour Jean Gallois, l'œuvre « paraît en revanche plus étrange : la prière, d'une grande pureté là encore, semble suspendue à quelques modulations et dissonances qui viennent épicer la tonalité de fa dièse ».

## Discographie
- Ernest Chausson: Organ and Choral Works, Stanisław Maryjewski (orgue), solistes et chœur académique de l'université de Lublin, Elżbieta Krzemińska (dir.), Acte Préalable AP0556, 2023, premier enregistrement mondial[8].

### Partitions
- Ernest Chausson (édition critique Isabelle Bretaudeau), Les Dix Motets : opus 6, 12 et 16, Lyon, Symétrie, 2021 (ISBN 978-2-36485-124-5, présentation en ligne).

### Ouvrages
- Jean Gallois, Ernest Chausson, Paris, Fayard, 1994, 605 p. (ISBN 978-2-213-03199-6).
- Adélaïde de Place, « Ernest Chausson », dans François-René Tranchefort (dir.), Guide de la musique sacrée et chorale profane : De 1750 à nos jours, Paris, Fayard, coll. « Les indispensables de la musique », 1993, 1176 p. (ISBN 2-213-02254-2), p. 183-185.
- Gilles Thiéblot, Ernest Chausson, Paris, Bleu nuit éditeur, coll. « Horizons » (no 86), 2021, 176 p. (ISBN 978-2-35884-102-3).